# Centro Histórico (Quito)

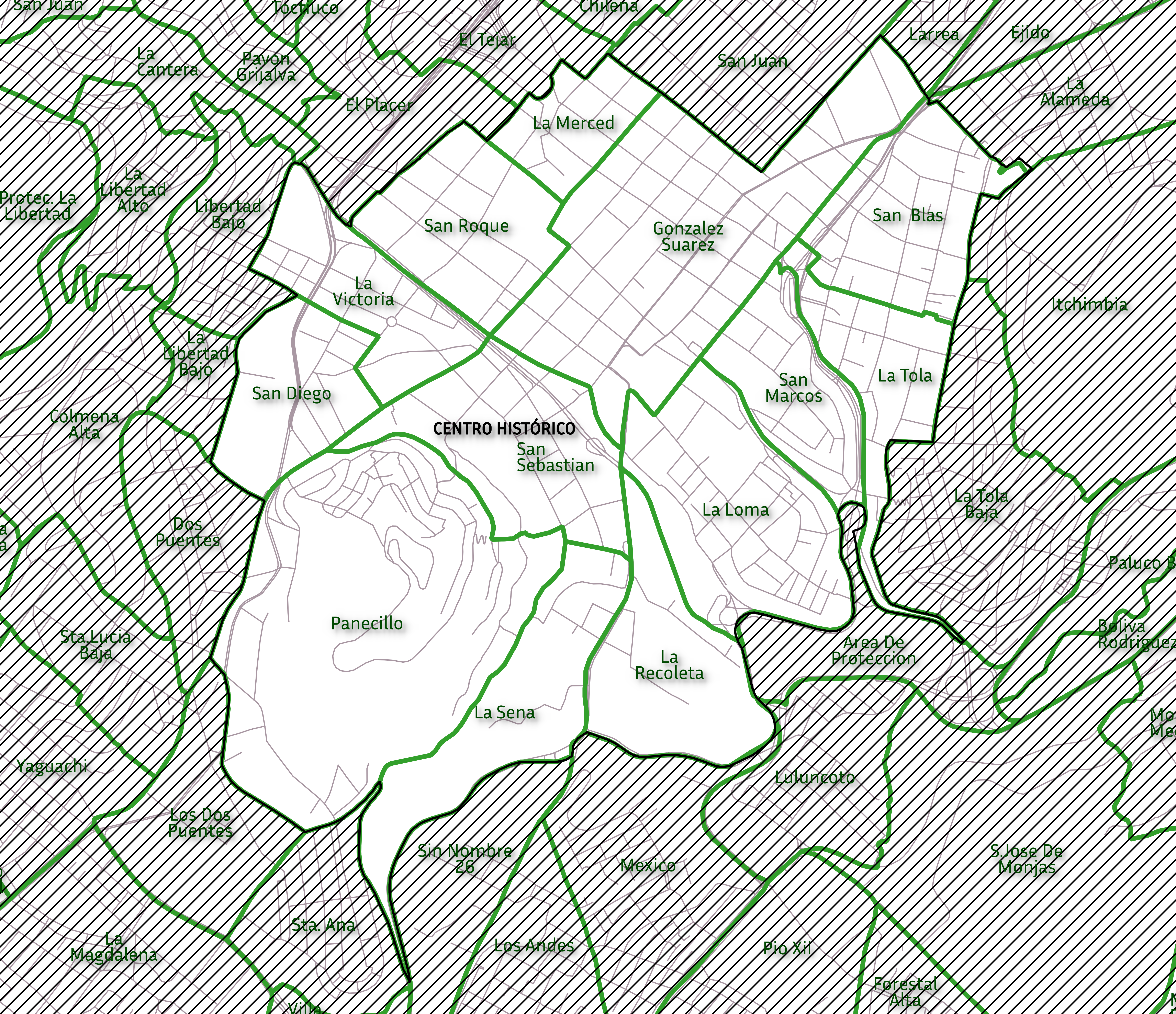
Karte der Parroquia Centro Histórico

Centro Histórico (span. für „historisches Zentrum“) ist ein Stadtteil von Quito und eine Parroquia urbana in der Verwaltungszone Manuela Sáenz im Kanton Quito der ecuadorianischen Provinz Pichincha. Die Fläche beträgt 3,75 km². Die Einwohnerzahl lag im Jahr 2019 bei 49.627.

## Lage
Die Parroquia Centro Histórico liegt zentral in Quito auf einer Höhe von etwa 2820 m. Das Areal umfasst im Südwesten den 3016 m hohen Hügel El Panecillo. Dieser bietet einen Blick über die Parroquia sowie über den Norden der Stadt. Nordnordöstlich des Hügels liegt an dessen Fuß das historische Stadtzentrum von Quito. 
Die Parroquia Centro Histórico grenzt im Norden an die Parroquia San Juan, im Osten an die Parroquia Itchimbía, im Süden an die Parroquias Chimbacalle und La Magdalena sowie im Westen an die Parroquia La Libertad.

## Sehenswürdigkeiten
Im Centro Histórico befindet sich neben Regierungsgebäuden und Behörden auch die Kantonsverwaltung von Quito (Municipio del Distrito Metropolitano de Quito). Es gibt zahlreiche kulturelle Einrichtungen und historische Kirchenbauten.
Siehe Artikel zum UNESCO-Welterbe Altstadt von Quito.

## Barrios
Die Parroquia Centro Histórico ist in folgende Barrios gegliedert:
- El Panecillo
- El Tejar
- González Suárez
- La Loma Grande
- La Merced
- La Tola (westlicher Teil)
- La Victoria
- San Blas
- San Diego
- San Marcos
- San Roque
- San Sebastián

## Bilder

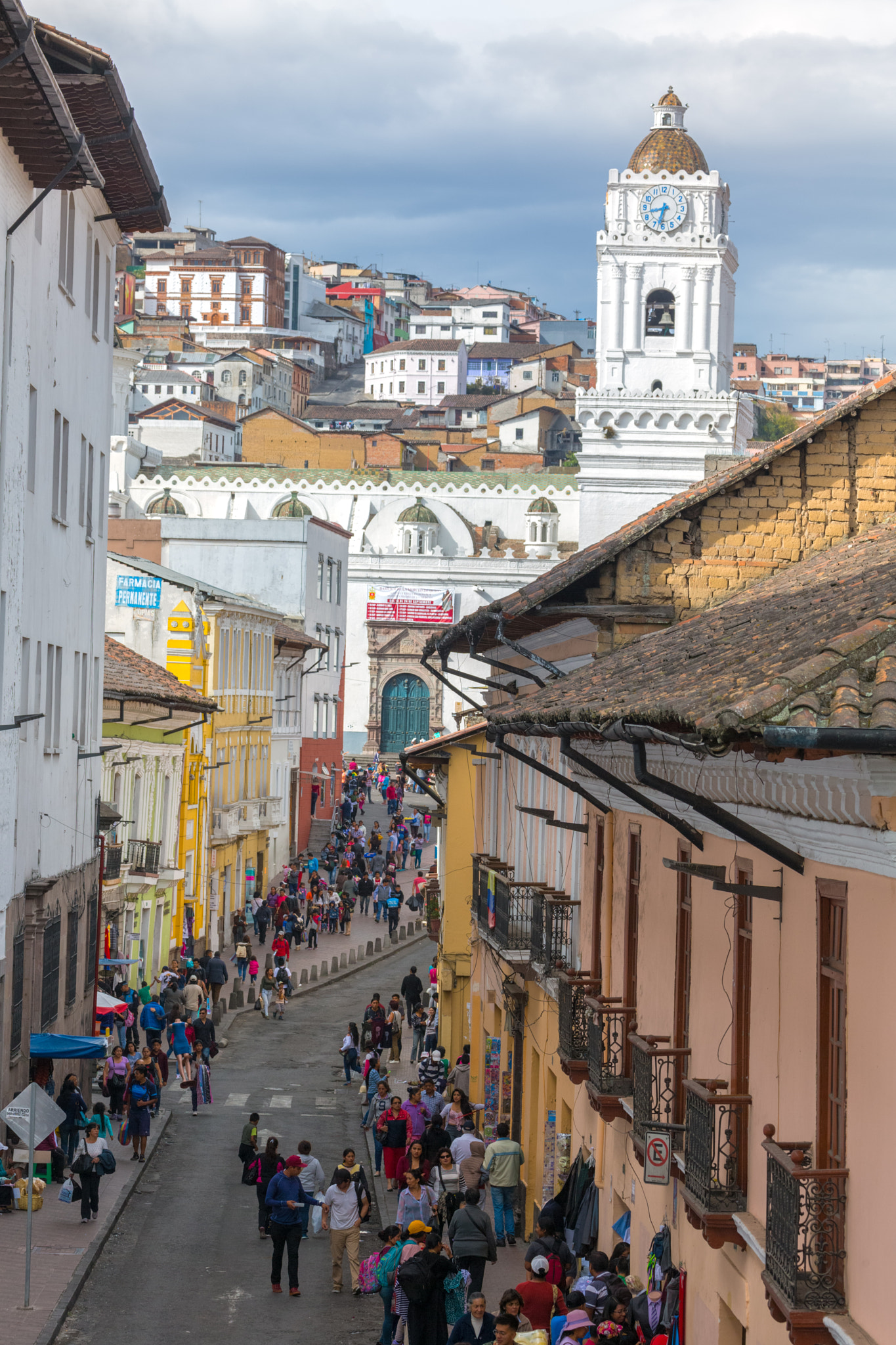
Basilika La Merced
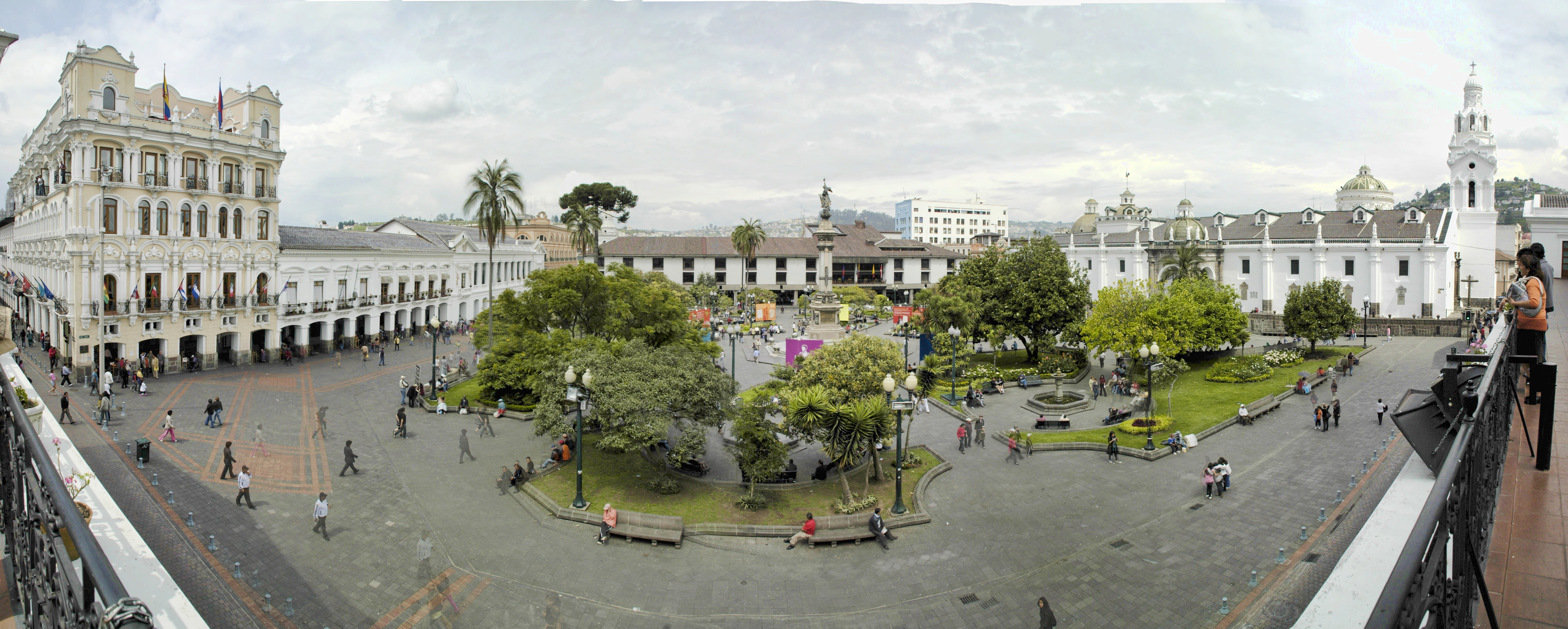
Plaza de la Independencia (Plaza Grande)
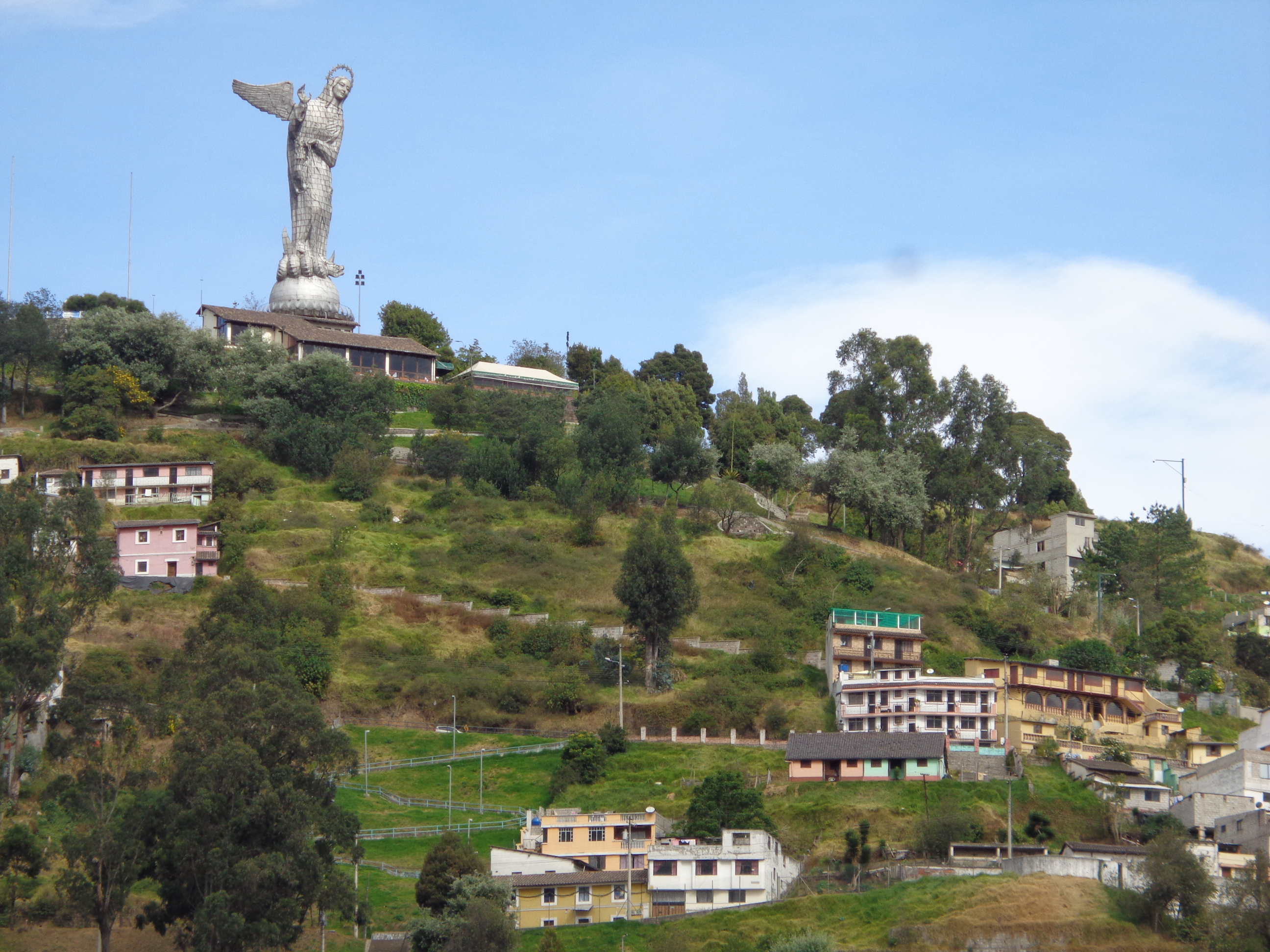
Statue auf dem Hügel El Panecillo